# Chionaema rubristriga
Chionaema rubristriga là một loài bướm đêm thuộc phân họ Arctiinae, họ Erebidae.